# Lethrus bajsuntavicus
Lethrus bajsuntavicus är en skalbaggsart som beskrevs av Nikolajev 2003. Lethrus bajsuntavicus ingår i släktet Lethrus och familjen tordyvlar. Inga underarter finns listade i Catalogue of Life.